# Cataspilates quadrilinea
Cataspilates quadrilinea är en fjärilsart som beskrevs av William Schaus 1901. Cataspilates quadrilinea ingår i släktet Cataspilates och familjen mätare. Inga underarter finns listade i Catalogue of Life.